# Februarumsturz
Als Februarumsturz (gelegentlich auch als Februarputsch bezeichnet) wird die Machtübernahme der Kommunistischen Partei KSČ in der Tschechoslowakei im Februar 1948 bezeichnet. Im Sprachgebrauch der KSČ hieß er offiziell der Siegreiche Februar (tschechisch: Vítězný únor, slowakisch: Víťazný február). Der Umsturz bedeutete, obwohl er verfassungskonform war, das faktische Ende der erst 1945 wiederhergestellten Demokratie und besiegelte die Zugehörigkeit des Landes zur sowjetischen Einflusssphäre bis zur Samtenen Revolution im Jahr 1989.

## Vorgeschichte

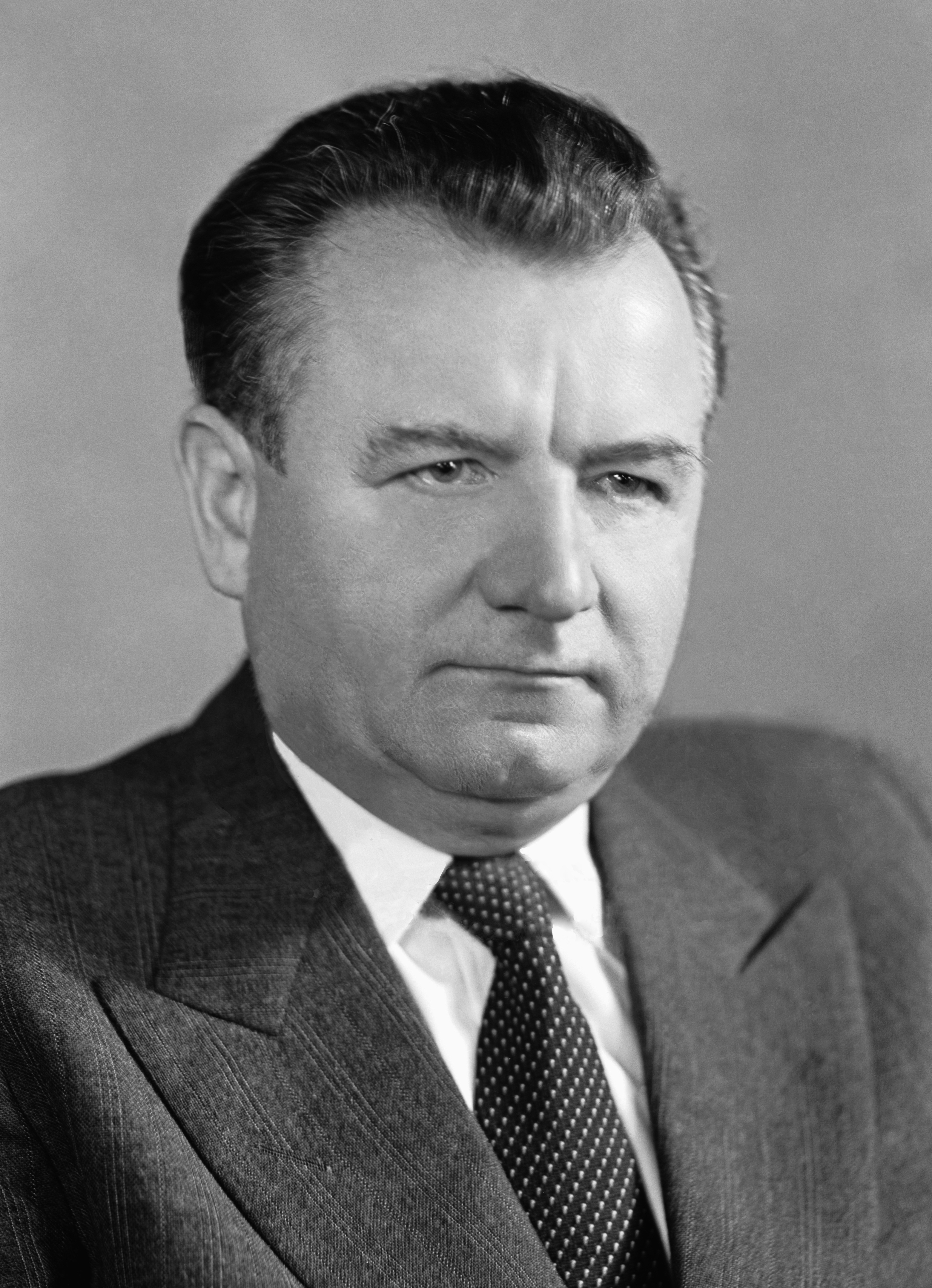
Der kommunistische Ministerpräsident und Diktator Klement Gottwald

Schon vor den Parlamentswahlen im Mai 1946 besetzten kommunistische Minister Schlüsselpositionen in der tschechoslowakischen Regierung. Die Kommunistische Partei hatte 38 % der Stimmen, alle nichtkommunistischen Parteien zusammengenommen 62 % der Stimmen errungen. Da die Kommunisten bei diesen Wahlen die stärkste Partei geworden waren, übernahm ihr Vorsitzender Klement Gottwald das Amt des Ministerpräsidenten in einer Allparteienregierung.
Im Laufe des Jahres 1947 kam es immer wieder zu Konflikten in der Koalition, die die Kommunistische Partei meist für sich entscheiden konnte. Es wurde auch klar, dass die Sowjetunion sich als Hegemonialmacht der Tschechoslowakei betrachtete, als die tschechoslowakische Regierung ihre schon beschlossene Teilnahme am Marshallplan zurückziehen musste.
Auf Initiative des KSČ-Abgeordneten General Jura Sosnar-Honzák wurden in Krčmaň drei mit TNT gefüllte Parfümschachteln an die nichtkommunistischen Minister Petr Zenkl, Jan Masaryk und Prokop Drtina versandt, die am 10. September 1947 in Prag eingingen. Die von der Olmützer KSČ-Gebietsführung, wahrscheinlich direkt von deren Sekretär, Gottwalds Schwiegersohn Alexej Čepička, angeordneten Sprengstoffattentate schlugen jedoch fehl.

## Ereignisse
Um Neuwahlen zu erzwingen, traten am 20. Februar 1948 zwölf nichtkommunistische Mitglieder der Regierung aus Protest gegen die Absetzung acht nichtkommunistischer Prager Bezirkspolizeichefs durch den kommunistischen Innenminister Václav Nosek zurück. Da die Sozialdemokraten unter Zdeněk Fierlinger jedoch weiterhin mit den Kommunisten regieren wollten, behielt die Regierung eine knappe Mehrheit im Parlament. Staatspräsident Edvard Beneš wurde daher von Gottwald unter Druck gesetzt, keine Neuwahlen anzusetzen und stattdessen eine neue, kommunistisch dominierte Regierung zu vereidigen. Dazu organisierte die kommunistische Partei Massendemonstrationen und es wurde mit einem Generalstreik der kommunistisch dominierten Gewerkschaften und einem Einmarsch der Sowjetarmee gedroht.
Am 25. Februar beugte sich Beneš dem Druck und vereidigte eine neue Regierung, die Regierung Gottwald II. Außenminister Jan Masaryk erlitt am 10. März 1948 unter nicht geklärten Umständen beim sogenannten dritten Prager Fenstersturz aus dem Palais Černín tödliche Verletzungen.

## Folgen
In Folge der Ereignisse flüchteten viele sogenannte National-Tschechen nach Westdeutschland in die Amerikanische Besatzungszone und fanden zunächst meist Unterkunft in bayerischen DP-Lagern. Obwohl eigentlich ab Mitte 1947 von den Amerikanern keine Neuankömmlinge mehr als Displaced Persons (DPs) anerkannt wurden, machte die US-Besatzungsbehörde für die tschechischen Flüchtlinge, die im Frühjahr 1948 in die amerikanische Zone Deutschlands gelangt waren, eine Ausnahme und verlieh ihnen den DP-Status, „der ihnen eine bessere Versorgung unter der Obhut der IRO sowie eine Unterbringung in IRO-Lagern gewährleistete“. Eines der größten Lager für diese Flüchtlinge war das Valka-Lager in Nürnberg-Langwasser. „Ende 1949 befanden sich bereits 1.300 Tschechen im »neuen« Valka-Lager, das nun offiziell »Regierungslager für heimatlose Ausländer« hieß.“
Die tschechischen Insassen des Valka-Lagers wurden später auch in andere Bundesländer in der Amerikanischen Besatzungszone verlegt, so zum Beispiel nach Hessen, wo Anfang August 1950 etwa 600 von ihnen im DP-Lager Babenhausen eine vorübergehende Unterkunft fanden. Ein Teil von ihnen wurde im Dezember 1950, als das Babenhausener Lager geschlossen wurde, in das Lager Wegscheide bei Bad Orb verlegt.